# Tricyphona simplicistyla
Tricyphona simplicistyla är en tvåvingeart som beskrevs av Alexander 1930. Tricyphona simplicistyla ingår i släktet Tricyphona och familjen hårögonharkrankar. Inga underarter finns listade i Catalogue of Life.